# 順徳区
順徳区（じゅんとくく）は中華人民共和国広東省仏山市に位置する市轄区。

## 歴史
それまで南海・新会の両県に属していたが、1449年（正統14年）に南海県沖鶴堡番村で発生した黄蕭養による農民反乱が発生、明により直ちに鎮圧されたが、この地域への統治強化を図るべく、
1452年（景泰3年）に新たに順徳県が設置された。
1958年12月15日に番禺県及び順徳県が合併し番順県が一時設置され、1959年6月10日に再び両県が分割された。
1992年3月26日に県級市の順徳市に昇格。
2002年12月8日に仏山市順徳区と改編され現在に至る。
2005年、チクングニア熱の感染者が多く報告されるようになった。

## 行政区画
4街道、6鎮を管轄する。
| 番号 | 区域名   | 番号 | 区域名 |
| ---- | -------- | ---- | ------ |
| 01   | 倫教街道 | 06   | 北滘鎮 |
| 02   | 勒流街道 | 07   | 楽従鎮 |
| 03   | 大良街道 | 08   | 竜江鎮 |
| 04   | 容桂街道 | 09   | 杏壇鎮 |
| 05   | 陳村鎮   | 10   | 均安鎮 |

## 経済
珠江三角州平原に位置するため、河川が多く、養魚が盛んで、水産業が発展している。養蚕、酪農、花卉栽培、甘蔗栽培も盛んである。
近年は、エアコンを始めとする家電製品、繊維製品、プラスチック加工品などの工場も多くできている。
順徳料理と呼ばれる独特の料理を生み出し、名所料理人を多く排出するなど、飲食業も発展している。
1992年、不動産デベロッパーの碧桂園が当地で創業。後に中国屈指の大企業に成長した後も、本社を順徳区から移さなかった。

## 観光
- 清暉園
- 順峰山公園
- 均安生態園区

## 出身者
- 梁敦彦 - 清末民初の政治家。
- 竜建章 - 清末民初の政治家。
- 盧信 - 中華民国の政治家・ジャーナリスト・実業家。
- 李海泉 - 香港の粤劇名優（名伶）、ブルース・リーの父。
- ロー・カーイン（羅家英） - 香港の俳優、粤劇俳優。
- 李兆基 - 香港恒基兆業集団主席。
- 鄭裕彤 - 香港新世界発展集団主席。
- 梁銶琚 - 香港恒生銀行創業者。
- 李小龍: 有名な男性俳優 リー・
- 李香琴：有名な女優
- 譚婉玲 : 廣東文化季刊誌の女性編集者(出典: wikipedia )